# Irena Habrowska-Jellaczyc
Irena Habrowska-Jellaczyc (ur. 1927 w Warszawie – zm. 15 grudnia 2022 w Oakville) – polsko-kanadyjska aktorka teatralna.

## Życiorys
Ukończyła studium teatralne Nuny Młodziejowskiej-Szczurkiewiczowej, egzamin złożyła w Państwowej Wyższej Szkole Teatralnej w Łodzi, a następnie otrzymała angaż w kierowanym przez Leona Schillera Teatrze Wojska Polskiego. Debiutowała na scenie w roli Mańki w "Panu Damazym", następnie grała w poznańskim Teatrze Nowym w "Dziewczynie i kokosach" i w Teatrze Polskim w "Weselu" Stanisława Wyspiańskiego. Po powrocie do Łodzi zagrała w Teatrze Wojska Polskiego w Wielkanocy Otwinowskiego, a następnie otrzymała pierwszą główną rolę, grała królową w Dwunastu miesiącach. Brała również udział w audycjach radiowych i występach estradowych. W 1950 wyemigrowała przez Szwecję do Kanady, gdzie kontynuowała pracę aktorską uczestnicząc w imprezach artystycznych i literackich "Smoczej Jamy" i Klubu Polskiego. W latach 70. rząd prowincji Ontario w ramach Festiwalu Teatralnego Grup Etnicznych zainicjował powstanie Teatru Polskiego, Irena Habrowska-Jellaczyc została powołana na stanowisko dyrektora. W teatrze poza funkcją dyrektora była również reżyserem i odtwórczynią głównych ról. Artystka jest również współautorką napisanej wspólnie z Adamem Tomaszewskim książki "Ze sceny i estrady" (1987) oraz autorką wspomnień o Wacławie Iwaniuku "Aktorzy, którzy tu byli opuścili scenę", które zostały zawarte w książce "Podróż w głąb pamięci. O Wacławie Iwaniuku szkice, wspomnienia, wiersze" wydanej w Toronto w 2005.